# TUNNELS的託大家的福
《TUNNELS的託大家的福》，日本富士電視台系列1997年6月26日開始播放的綜藝節目，逢星期四晚21:00至21:54播出。是隧道二人組（TUNNELS）的冠名節目，於2018年3月22日結束（全973回）。
節目開創了多種綜藝模式。其中「牆來了」環節被40多個國家購買了模式版權。此外，「偏食王決定戰」、「扭扭捏捏君」、「到著名藝人家中過夜」、「髒亂美食店」、「○○，買××」等環節也廣受歡迎。紅極一時的「野猿」和「矢島美容室」等組合也是出自本節目。
至今收視率最高的一集是1999年4月1日播放的春季特別篇（24.8%），該集內容是「偏食王決定戰」松本幸四郎對NINETY-NINE，以及野猿的首次演唱會紀錄映像。

## 出演者

### 主要主持人
- 隧道二人組（石橋貴明、木梨憲武）

### 準班底
- 小木矢作（小木博明、矢作兼）
- 香蕉人（設樂統、日村勇紀）
- 有吉弘行

### 實況播報員
- 伊藤利尋
- 牧原俊幸

等其他富士電視台播報員

### 旁白
- 服部潤
- 坂口哲夫

## 外部連結
- 官方網頁（页面存档备份，存于）